# 巴拉诺夫卡农村居民点
巴拉诺夫卡农村居民点（俄语：Барановское сельское поселение）是俄罗斯联邦伏尔加格勒州尼古拉耶夫斯克区所属的一个农村居民点。其下辖有8个居民点，行政中心为红梅利奥拉托尔。据2016年统计，该农村居民点的人口为1507人。